# Déclinisme
 (mai 2016).
Déclinisme est un terme péjoratif désignant un courant d’idées et d’analyses de penseurs estimant qu'un pays ou une civilisation est en déclin, sur les plans tant économique que culturel ou géopolitique.

## En France
Parmi les faits sur lesquels s’appuient les « déclinistes » ou « déclinologues » français :
- la baisse de la France dans les classements économiques internationaux (niveau du PIB par habitant, taux de chômage, etc.), et dans divers classements éducatifs et sociaux[2] ;
- la comparaison du système social, religieux et moral[réf. nécessaire] français avec d'autres en Europe ;
- les problèmes récurrents de violences urbaines en France, notamment visibles au travers des émeutes urbaines françaises ;
- la perte d’influence de la France dans le monde.

### Représentants, caractérisation
La thèse du déclin français existe chez les historiens, écrivains, journalistes ou hommes politiques dès la Révolution française. Publié en 1855, La fin du monde par la science par le philosophe Eugène Huzar présente la première philosophie catastrophiste du progrès technologique.
Au début du XIXe siècle, Chateaubriand se lamente : « Nous, l'état le plus mûr et le plus avancé, nous montrons de nombreux symptômes de décadence ».
En 1913, l'économiste Paul Leroy-Beaulieu redoute le déclin en raison de la baisse de natalité et du recours à l'immigration : « Avec le développement futur fatal de ces corps étrangers homogènes et imperméables à la mentalité française, on doit arriver, sauf relèvement prompt de la natalité en France ou cessation de son déclin, à la dénationalisation progressive, sinon de la France entière, du moins d'une notable partie de la France ».
La défaite française en 1870 et la montée en puissance de la grande Allemagne renforcent ce sentiment décrit par André Malraux dans La Tentation de l'Occident en 1926, par Robert Aron et Arnaud Dandieu dans La décadence de la nation française en 1931. La Grande Dépression, la Seconde Guerre mondiale, la décolonisation, les chocs pétroliers, le développement du chômage et la crise de l’État-providence accentuent cette vague décliniste malgré la période des Trente Glorieuses.
Nicolas Baverez, qui décrit un « déclin » de la France, est placé par certains dans ce courant.
Dans La fin de l'illusion jacobine écrit en 2005, Édouard Balladur constate le déclin du modèle français, affirmant dans le prologue « La France n'est plus le pays de l'esprit critique, de la liberté intellectuelle ».
En 2006, Dominique de Villepin a popularisé le terme de « déclinologue » en lui donnant le sens péjoratif de personnes voyant tout en noir :

« Je vois surgir une nouvelle population dans notre pays, de nouveaux experts : les "déclinologues". De grâce, il y a vingt siècles d’Histoire dans notre pays pour nous rappeler qui nous sommes et où nous allons. Alors, ce n’est pas en levant le doigt pour savoir dans quel sens va le vent que nous devons chercher à comprendre quel est le destin de la France. »

Le déclinisme est une littérature et un discours de droite (Nicolas Baverez, Éric Zemmour) mais aussi de gauche (Jacques Julliard). Cependant, les sondages montrent que deux types de « déclinisme » existent dans l'électorat français au début du XXIe siècle : le « déclin-puissance » davantage ressenti par l'électorat de droite et le « déclin-valeurs » par l'électorat de gauche.
Selon un sondage CSA en 2013, 73 % des Français estiment que leur pays est « en déclin ».

### Critique
Le déclin admis dans le champ d'action politique est un événement imprécis, alimenté par une vive polémique. Il est assez difficilement vérifiable car il relève plus souvent de tournures de discours et de rhétorique. Généralement, il se définit dans des comparaisons d'indicateurs géopolitiques (PIB, croissance, balances commerciales, IDH, etc.) entre différents pays.
La comparaison trouve toutefois ses limites lorsqu'on compare la France avec un autre pays développé sur un thème dans lequel les deux États ont évolué différemment, mais qu'il convient, au vu de la pensée déclinologue, de mettre sur un pied d'égalité. Ainsi on comparera aisément les systèmes d'éducation américain et français, comme s'ils devaient à conditions égales fournir des résultats similaires ; ce qui relève en réalité du syllogisme le plus absurde. Par extension, le déclinisme est une affirmation de l'identité nationale en creux.[réf. nécessaire]
Dans La Guerre des deux France, l'historien Jacques Marseille s'attache à montrer, à l'inverse du constat fait par les déclinologues, que les 30 années entre 1974 et 2004 ont été au même titre que les Trente Glorieuses des années de croissance.
Dans Les Trente Glorieuses sont devant nous en 2011 et la France contre-attaque en 2013, Karine Berger et Valérie Rabault tranchent avec la sinistrose ambiante.
Selon le classement de 2013 de l'International Institute for Management Development sur la compétitivité nationale, la France est au 27e rang, mais elle est au 4e rang mondial en matière de stocks d'investissements directs à l'étranger, au 1er rang européen. Elle reste également la première destination touristique mondiale et au 2e rang européen pour la qualité de vie.